# عبد الرحمن حافظ إسماعيل
عبد الرحمن حافظ إسماعيل مواليد 17 فبراير 1923، هو لاعب كرة سلة مصري. مثّل منتخب بلاده. شارك في دورة الألعاب الأولمبية الصيفية سنة 1948.

## روابط خارجية
- عبد الرحمن حافظ إسماعيل على موقع الاتحاد الدولي لكرة السلة (الإنجليزية)
- عبد الرحمن حافظ إسماعيل على موقع الاتحاد الدولي لكرة السلة (الإنجليزية)
- عبد الرحمن حافظ إسماعيل على موقع الاتحاد الدولي لكرة السلة (الإنجليزية)
- عبد الرحمن حافظ إسماعيل على موقع سبورتس رفرنس (الإنجليزية)
- عبد الرحمن حافظ إسماعيل على موقع أوليمبيديا (الإنجليزية)